# Gustav Schwartz (Architekt)
Gustav Emil Schwartz (* 1. Juni 1847 in Harpstedt; † 11. Oktober 1910 in Hildesheim) war ein deutscher Architekt und Stadtbaumeister von Hildesheim.
Gustav Schwartz besuchte von 1861 bis 1864 das Gymnasium Andreanum in Hildesheim und studierte anschließend von 1864 bis 1870 an der Polytechnischen Schule in Hannover, wo er Schüler des Architekten Conrad Wilhelm Hase war. Von 1870 bis 1876 war er Mitarbeiter im Architekturbüro von Hase, unterbrochen 1870/71 durch den Militärdienst. 1875 bis 1876 studierte er noch einmal an der Polytechnischen Schule in Hannover. Von 1876 bis 1910 war er unter Oberbürgermeister Gustav Struckmann erster hauptamtlicher Stadtbaumeister von Hildesheim und wurde im Jahr 1900 zum Baurat ernannt.
Er wird zur historistischen Hannoverschen Architekturschule gerechnet.